# Cryptoblepharus furvus
Cryptoblepharus furvus (тьмяний змієокий сцинк) — вид сцинкоподібних ящірок родини сцинкових (Scincidae). Ендемік Папуа Нової Гвінеї.

## Поширення і екологія
Тьмяні змієокі сцинки є ендеміками острова Норманбі в групі островів Д'Антркасто. Вони живуть в прибережних районах.